# A blusa romena
A blusa romena é uma obra-prima do francês Henri Matisse, datada de 1940. Óleo sobre tela sem igual, encontra-se, hoje, exibido no Musée National d'Art Moderne, no Centre Georges Pompidou, em Paris, na França.
Fazendo eco ao Sonho de 1940, o quadro retrata sublimemente os sentimentos de Matisse subjectivos a uma guerra que se avizinhava da França. A mulher retratada surge plena de timidez, com um forçado sorriso pintado nos lábios negros, caracterizada pelo desconforto e, até mesmo, receio de algo.
E o que teria uma blusa romena que ver com a França? Matisse havia há muito deixado de lado as formosas odaliscas, mouriscas, e até mesmo os arabescos, simplificou de facto a sua obra. Agora predominavam mulher simples, comuns a tantas outras, plenas de expressividade, algumas de emotiva ternura. Mais uma vez Matisse inspirava-se em Ingres e no seu génio e prosperou na concepção de mulheres distintas sem tanto erotismo e cheias de sobriedade e vigor.
À semelhança daquele seu predecessor, Matisse recorreu a temas diversos em toda a sua obra. Visto em retrospecto, no início teve-se como naturalista, depois como retratista - pintava bustos e torsos, geralmente - depois recorreu ao arabesco e sucumbiu às odaliscas, explorou posteriormente a magnanimidade da dança e do bailado e depois a delicadeza e sensibilidade da mulher francesa.
De facto - e para responder à anterior questão - uma blusa romena não se relaciona directamente com a França mas não há que relacioná-los. Tem-se que Matisse se maravilhava com os desenhos dos trajes tradicionais do Leste europeu e, sobretudo, da Roménia. Daí a razão pela qual o pintor se tenha rendido ao tema e o tenha aplicado na concepção de um quadro que antecipa uma trágica guerra, embora não pareça.
Os mais conhecidos quadros de Matisse de 1940 são sem dúvida este e Sonho de 1940 que também é subjectivo aos temas "sensibilidade feminina" e "guerra".
Infelizmente, embora importante esta obra magnificamente concebida por Henri Matisse é vulgarmente ignorada pelo público, em geral, e pelos críticos e entendidos de arte.